# Jean Kérisel
Jean Lehuérou Kerisel (Saint-Brieuc, 18 de noviembre de 1908 - 22 de enero de 2005) fue un ingeniero de caminos, canales y puertos, y egiptólogo francés.
Especialista de la mecánica de suelos y de geotécnia, fue profesor de la École nationale des ponts et chaussées (ENPC), durante sus 70 años de actividad profesional, diseñó y realizó numerosas de infraestructuras.

## Biografía
Originario de una familia de juristas bretones, ingresó en la École Polytechnique graduándose en la promoción de 1928, y más tarde, fue el primero de su promoción de la École Nationale des Ponts et Chaussées en 1933.
El destino de Jean Kerisel estaría marcado por su encuentro con el eminente ingeniero y científico Albert Caquot, con cuya hija, Suzy, contrajo matrimonio en 1931. Establecido en Orleans, de 1933 a 1940, se interesó en el desarrollo teórico y práctico de la mecánica de suelos, de la que se convertiría en un experto mundialmente reconocido. En 1935 obtiene en Sorbonne el título de Doctor en Ciencias Físicas por sus estudios sobre el frotamiento en medios pulvurientos y su aplicación en el estudio de los materiales de fundición.
Durante la Segunda Guerra Mundial sirvió en el cuerpo de ingenieros y fue condecorado con la "Croix de Guerre". Al final del conflicto, fue nombrado director de la sección de Construcciones del Ministerio de la Reconstrucción entre 1944 y 1951, emprendiendo la reparación de los daños de numerosas ciudades de Francia, el país con un mayor grado de destrucción tras la Unión Soviética y Alemania.
En 1952 fundó la empresa Simecsol al frente de la cual ejecutó numerosos trabajos por todo el mundo, labor que complementó mientras tanto con la cátedra de mecánica de suelos de la ENPC.
Tras retirarse de la actividad empresarial en 1979, habiendo sido seducido por el patrimonio de Egipto durante sus trabajos para la Presa de Asuán inició diversos trabajos en el campo de la egiptología, formulando una teoría propia sobre la construcción de la pirámide de Keops.

## Obra
Mecánica de suelos
- Tables de butée, de poussée et de force portante des fondations, coautor Albert Caquot, (1948), Gauthier-Villars, París, y Lewis, Londres. Reeditado en 1973, coautores Albert Caquot y Elie Absi, Gauthier-Villars/Bordas, París, y en 1990 y 2003, Prensa ENPC, París, Balkema, Róterdam.
- Traité de Mécanique des Sols, coautor Albert Caquot, en mayo de 1949, reeditado en 1956 y 1966, Gauthier-Villars, París ; traducido al alemán en 1967 Grundlagen der Bodenmechanik, Springer-Verlag, Berlín ; traducido al español en 1969 Tratado de Mecánica de Suelos, Interciencia, Madrid (1969) ; traducido al rumano en 1968 y al japonés en 1975.
- Cours de Mécanique des Sols, ediciones 1950-1951, 1954-1955, 1957-1958, 1959-1960, 1961-1962 et 1963-1964 », Prensa ENPC, París.
- Glissements de terrains, Abaques, Dunod, París (1967).

Arqueología
- Down to Earth, Foundations Past and Present, the Invisible Art of the Builder, Balkema, Róterdam (1987 y 1991).
- La Pyramide à travers les âges. Mythes et religions, Prensa ENPC, París (1991).
- Génie et démesure d'un pharaon : Khéops, Stock, París (1996 y 2001).
- Le Nil : l'espoir et la colère. De la sagesse à la démesure, Prensa ENPC, París (1999). « The Nile and its Masters, Past, Present, Future, Source of Hope and Anger », Balkema, Róterdam (2001).
- « The tomb of Cheops and the testimony of Herodotus », 29 de enero de 2002, revista Discussions in Egyptology 53, pp. 47 à 55, Oxford.
- Pierres et Hommes, des Pharaons à nos jours, Prensa ENPC, París (2004). « Of Stones and Man: from the Pharaohs to the present day », Taylor & Francis (Londres) / Balkema, Leiden (Holanda) (2005).

Biografía de Albert Caquot
- Albert Caquot, Créateur et Précurseur, Eyrolles, París (1978).
- Albert Caquot (1881-1976), Savant, soldat et bâtisseur, Prensa ENPC, París (2001)